# Roy King
Elwyn Roy King, DSO, DFC (Bathurst, 13 de maio de 1894 — Point Cook, 28 de novembro de 1941) foi um ás da aviação do Australian Flying Corps (AFC) durante a Primeira Guerra Mundial. Alcançou vinte e seis vitórias em combate aéreo, tornando-se o quarto piloto australiano com maior pontuação na guerra, ficando apenas atrás de Harry Cobby no AFC. Piloto civil e engenheiro entre as guerras, serviu na Real Força Aérea Australiana (RAAF) de 1939 até à sua morte.
Nascido em Bathurst, Nova Gales do Sul, King serviu inicialmente na cavalaria ligeira no Egito, em 1916. Em janeiro de 1917 foi transferido para o AFC como mecânico e, posteriormente, tornou-se piloto. Colocado no Esquadrão N.º 4, entrou em ação na Frente Ocidental pilotando aeronaves Sopwith Camel e Sopwith Snipe. Ele obteve sete das suas vitórias nesta última, mais do que qualquer outro piloto. As suas façanhas renderam-lhe a Cruz de Voo Distinto, a Ordem de Serviços Distintos, e uma menção em despachos. De volta à Austrália em 1919, King passou alguns anos na aviação civil antes de fundar uma empresa bem-sucedida de engenharia. Após a eclosão da Segunda Guerra Mundial ingressou na RAAF e ocupou vários comandos de treino, chegando ao posto de capitão de grupo pouco antes da sua morte repentina em novembro de 1941, aos quarenta e sete anos.

## Juventude
Roy King nasceu a 13 de maio de 1894 em The Grove, perto de Bathurst, Nova Gales do Sul. Era filho da inglesa Elizabeth Mary (Miller) King e de Richard King, um trabalhador australiano. O jovem frequentou uma escola pública e formou-se em engenharia mecânica por correspondência. Tendo trabalhado como mecânico de bicicletas, automóveis e equipamentos agrícolas, morava em Forbes e trabalhava como mecânico quando ingressou na Força Imperial Australiana sob o nome de Roy King a 20 de julho de 1915.

## Primeira Guerra Mundial

### Início
No dia 5 de outubro de 1915, King embarcou para o Egito a bordo do HMAT Themistocles, como parte dos reforços para o 12.º Regimento da 4.ª Brigada de Cavalaria Ligeira. Em fevereiro de 1916 juntou-se à 12.ª Cavalaria Ligeira em Heliópolis, quando a unidade estava a ser reconstituída após o seu serviço na Campanha de Galípoli. O regimento estava envolvido na defesa do Canal de Suez durante o mês de maio e, posteriormente, realizou patrulhas e ataques no deserto do Sinai.
King foi transferido para o Australian Flying Corps (AFC) a 13 de janeiro de 1917, e foi enviado para a Grã-Bretanha para se juntar ao Esquadrão N.º 4 AFC (também referido como Esquadrão N.º 71 (Australiano) do Real Corpo Aéreo, pelos britânicos) como mecânico aeronáutico a 18 de abril. Foi designado para um esquadrão de treino para instrução de voo em agosto. A 15 de outubro, obteve o seu brevet e uma comissão como oficial. Colocado no Esquadrão N.º 4 em novembro de 1917, King foi enviado para a França para o serviço ativo a 21 de março de 1918. No mesmo dia, os alemães lançaram a Operação Michael, a fase de abertura da Ofensiva da Primavera.

### Ás da aviação
O Esquadrão N.º 4 operava os seus aviões Sopwith Camel em apoio perigoso e de baixa altitude às tropas terrestres australianas quando King chegou à França e teve poucas oportunidades de combate ar-ar. O corpulento King de 1,96 m — apelidado de "Bo", "Beau" ou "Bow" — teve problemas para aterrar o seu Camel; enfiado no seu pequeno cockpit, o seu corpo grande impedia o movimento total dos comandos. As aterragens violentas resultantes irritaram o seu comandante, o major Wilfred McCloughry, irmão do às da aviação Edgar McCloughry. Amigo de King e companheiro no Esquadrão N.º 4, Harry Cobby, lembrou que "houve alguma especulação de que ele poderia voltar para casa — mas ele provou ser um piloto impressionante". Cobby frequentemente levava King em "missões especiais" contra os alemães; o Esquadrão N.º 4 descobriu que patrulhas de dois homens eram geralmente capazes de atrair aeronaves inimigas para um combate, enquanto formações maiores tendiam a impedir combates. A 14 de maio de 1918, King abateu um observador alemão de dois lugares que estava à procura de artilharia aliada entre Ypres e Bailleul, mas as nuvens impediram-no de confirmar a sua destruição. No dia 20 de maio, foi-lhe atribuída a sua primeira vitória aérea, sobre um Pfalz D.III perto de Kemmel — Neuve Église. A 1 de junho, foi promovido a tenente. Dias depois, a 20 de junho, destruiu um balão alemão nos céu de Estaires; embora vulneráveis a ataques com munições incendiárias, essas grandes plataformas de observação eram geralmente bem protegidas por caças e defesas antiaéreas, sendo assim consideradas um alvo perigoso, mas valioso. Mais tarde naquele mês, abateu mais duas aeronaves, um Pfalz e um LVG de dois lugares, na região de Lys.

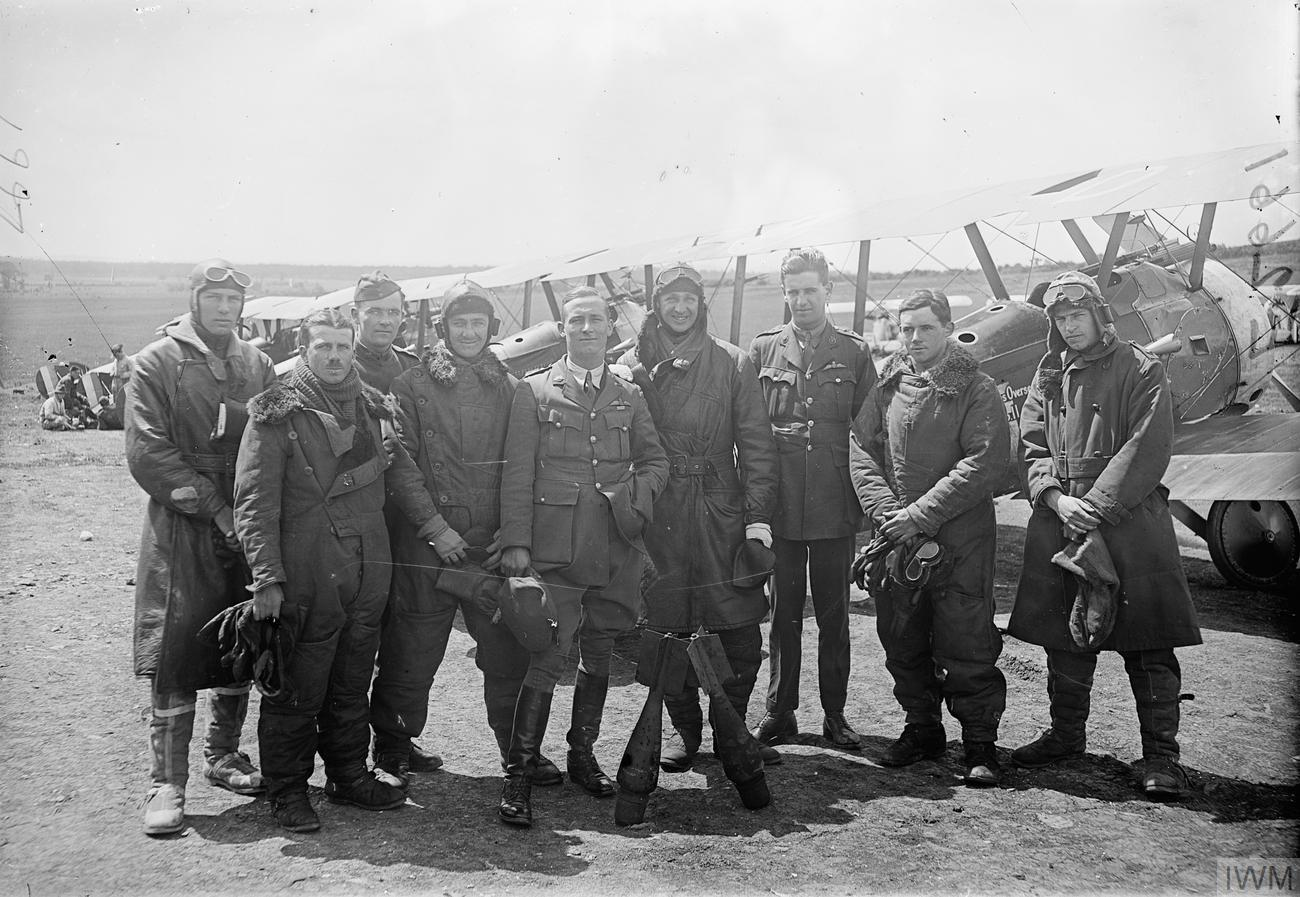
King (quarto da direita), o capitão Harry Cobby (ao centro) e outros oficiais do Esquadrão N.º 4 do AFC com os seus Sopwith Camel, na Frente Ocidental, em junho de 1918

King registou a sua quinta vitória, um LVG, após entrar nos céus de Armentières, a 25 de julho de 1918. Quatro dias depois, ele liderou uma esquadrilha de seis aviões Camel do Esquadrão N.º 4 que escoltava bombardeiros leves Airco DH.9 da Real Força Aérea noutro ataque a Armentières. Numa ação que a história oficial australiana destacou como um "exemplo de combate aéreo frio e habilidoso", os DH.9 completaram a sua missão de bombardeamento enquanto os Camel repeliam uma força de ataque de pelo menos dez caças Fokker alemães, com três dos australianos, incluindo King, a reivindicar vitórias aéreas, sem nenhuma perda aliada. Ele destruiu um avião alemão de dois lugares a 3 de agosto e outro no dia seguinte, dividindo este segundo com Herbert Watson. O Esquadrão N.º 4 estava focado na grande ofensiva dos Aliados na Frente Ocidental, lançada com a Batalha de Amiens a 8 de agosto. King foi creditado com duas vitórias — um balão e um LVG — perto de Estaires, durante um bombardeamento a 10 de agosto. Nos dias 12 e 13 de agosto, os Camel do Esquadrão N.º 4 participaram numa formação concentrada sobre a Flandres com os S.E.5 do Esquadrão N.º 2 do AFC, com as duas esquadrilhas do primeiro esquadrão liderados por Cobby e King, e as últimas do segundo por Adrian Cole e Roy Phillipps. O sucesso bélico dos caças era escasso, e o único sucesso do Esquadrão N.º 4 aconteceu no segundo dia, quando King e a sua esquadrilha destruíram coletivamente um Albatros de dois lugares.
No dia 16 de agosto de 1918, King participou num grande ataque contra o aeródromo alemão de Haubourdin, perto de Lille, que resultou na destruição de trinta e sete aeronaves inimigas no solo. Durante a ação, descrita pela história oficial como um "alvoroço de destruição", King incendiou um hangar que abrigava quatro ou cinco aviões alemães. Ele também, de acordo com o piloto do Esquadrão N.º 2, Charles Copp, voou pela rua principal de Haubourdin, acenando enquanto avançava, o seu motivo sendo que "as jovens daquela vila devem um momento e tanto com todo aquele bombardeamento e devem ter ficado terrivelmente assustadas, então pensei em animá-las um pouco". A essa altura, o setor de Lille estava praticamente livre de caças alemães. A história oficial registra que a 25 de agosto, "King saiu sozinho até à estação ferroviária de Don, bombardeou-a, metralhou um comboio e voltou entre as nuvens baixas  — tudo sem ver nenhum inimigo." O único contacto nessa época foi a 30 de agosto, quando King, Thomas Baker e outro piloto abateram dois aviões DFW perto de Laventie. A 1 de setembro, King destruiu um balão de observação sobre Aubers Ridge. Três dias depois, abateu um LVG após atacar um comboio, juntemente com Cobby, perto de Lille. Ele foi recomendado para a Cruz de Voo Distinto (DFC) a 8 de setembro. A condecoração, publicada no The London Gazette no dia 3 de dezembro, citou o seu "serviço galante e valioso no bombardeamento e ataque com metralhadoras contra comboio, tropas, etc.", durante o qual "ele garantiu o sucesso descendo a baixas altitudes, desconsiderando o perigo pessoal". A 6 de setembro, após uma pausa no combate aéreo na região, King destruiu um biplano Fokker sobre Lille. Nessa altura, foi promovido a capitão e comandante de esquadrilha. Ele assumiu o comando da Esquadrilha A de Cobby, que havia sido enviado para a Inglaterra. No final de setembro, a contagem de vitórias aéreas de King era dezoito, e registou a sua vitória final num Camel durante o dia 2 de outubro, quando usou bombas para destruir o seu quarto balão inimigo.

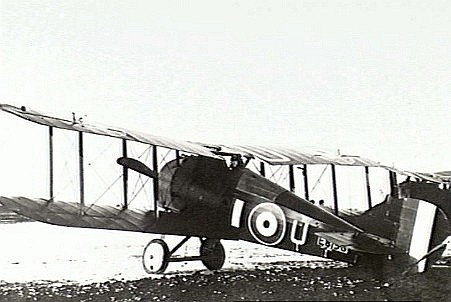
Sopwith Snipe do No. 4 Squadron, c. 1918. King alcançou sete vitórias no Snipe, tornando-se o piloto de maior sucesso do tipo

Em outubro de 1918, King especializou-se com o resto do Esquadrão N.º 4 para o Sopwith Snipe, cujo cockpit maior era mais adequado para King. Ele obteve vitórias com o Snipe a 28 e 29 de outubro, este último sobre Tournai, no que é frequentemente descrito como "uma das maiores batalhas aéreas da guerra". Em Tournai, a meio de um confronto envolvendo mais de setenta e cinco caças aliados e alemães, King escapou de cinco caças Fokker inimigos que mergulharam nele, antes de destruir um LVG num ataque frontal. No dia seguinte, abateu três Fokker D.VII, dois sem disparar um tiro. Quando ele aumentou o zoom da sua mira para disparar contra um fora de controlo, ele abateu outro. Este segundo Fokker parou para evitar a colisão e embateu contra um terceiro Fokker. Uma das últimas batalhas aéreas da guerra ocorreu perto de Leuze, a 4 de novembro. A destruição de King de dois D.VII no espaço de cinco minutos, o último em chamas, encerrou a sua carreira de combate. A sua contagem de sete vitórias com o Snipe nos últimos dias da guerra fez dele o piloto com maior pontuação neste modelo aeronáutico.
A pontuação final de King em tempo de guerra de vinte e seis incluiu seis aeronaves derrubadas fora de controlo, treze aeronaves e quatro balões destruídos, e três outras aeronaves destruídas em vitórias partilhadas com outros aviadores. Isso deixou-o atrás apenas de Harry Cobby como o ás mais bem-sucedido do AFC, bem como o quarto mais bem-sucedido de todos os ases australianos na guerra (os seus compatriotas Robert Little e Roderic (Stan) Dallas, voaram com o Real Serviço Aeronaval e a Real Força Aérea). King foi recomendado para uma barra para a sua DFC, que foi atualizada para a Ordem de Serviços Distintos e concedida a 3 de junho de 1919. A recomendação destacou as suas vitórias no ar e descreveu-o como tendo "provado ser um líder de patrulha muito brilhante" e como "um exemplo magnífico em todos os momentos para todos os pilotos do Esquadrão pela sua agilidade no solo e bravura no ar que foi da mais alta ordem possível". Ele também foi mencionado em despachos em julho de 1919 pelo seu serviço durante a guerra.

## Interbellum e Segunda Guerra Mundial

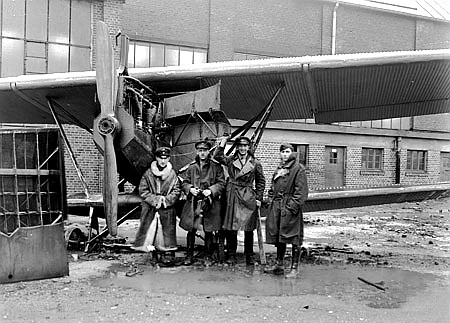
King (segundo à direita), o capitão George Jones (extrema direita) e outros oficiais do Esquadrão N.º 4 do AFC com um Junkers J.I alemão na Alemanha, em dezembro de 1918

Após o fim das hostilidades, o Esquadrão N.º 4 juntou-se ao Exército Britânico de Ocupação em Bickendorf, perto de Colónia, Alemanha, em dezembro de 1918. A unidade voltou para a Inglaterra em março de 1919, e King navegou com ela de volta para a Austrália a bordo RMS Kaisar-i-Hind a 6 de maio. Ele deixou o AFC no dia 11 de agosto de 1919 em Melbourne, antes de conseguir um emprego como correio aéreo para a Larkin-Sopwith Aviation Co. of Australasia Ltd, que havia sido co-fundada pelo ás da aviação Herbert Larkin. Enquanto trabalhava para Larkin-Sopwith, King recusou uma nomeação no recém-criado Corpo Aéreo Australiano (AAC) — precursor da Real Força Aérea Australiana (RAAF) — porque não havia sido oferecido uma comissão a Frank McNamara. Numa carta ao comité de seleção da AAC a 30 de janeiro de 1920, King escreveu "Sinto que devo abrir mão do meu lugar a favor (sic) deste oficial muito bom e galante"; McNamara recebeu uma comissão da AAC naquele mês de abril.
A carreira de King na Larkin-Sopwith envolveu muitos voos pioneiros. Somente em 1920, pilotando um Sopwith Gnu, foi creditado por fazer as primeiras entregas aéreas de correspondência e jornais para várias cidades no leste da Austrália, e por fazer a primeira aterragem de uma aeronave em vários municípios no sul de Queensland. Ele também competiu em corridas aéreas. Em abril de 1922, trabalhando com o sucessor de Larkin-Sopwith, Larkin Aircraft Supply Co. Ltd, King foi relatado como tendo voado com segurança 2 000 passageiros e 77 000 km em Vitória, Nova Gales do Sul e Queensland. Depois, deixou o negócio da aviação para fazer parceria com outro piloto, T. T. Shipman, fundando a Shipman, King and Co. Pty Ltd. Importando e construindo maquinaria, a empresa teve sucesso e permitiu que King se dedicasse à restauração e corridas com veículos motorizados. Casou-se com Josephine Livingston, de 20 anos, na Igreja Anglicana de São João, em Camberwell, no dia 31 de março de 1925. O casal teve um filho e uma filha.
Em dezembro de 1939, logo após a eclosão da Segunda Guerra Mundial, King ingressou na RAAF como líder de esquadrão. Inicialmente considerado para funções gerais de voo, recebeu comandos de treino a partir do ano novo. No dia 2 de janeiro de 1940, tornou-se no comandante inaugural da Escola de Treino de Voo Elementar N.º 3 (No. 3 EFTS) em Essendon, Vitória. Parte da contribuição da Austrália para o Plano de Treino Aéreo da Comunidade Britânica, a No. 3 EFTS inicialmente compreendia uma presença civil significativa, muitas das aeronaves e funcionários sob o controlo de King sendo de companhias aéreas privadas e do Real Aero Clube Vitoriano; em julho, todas as máquinas privadas foram colocadas no serviço da RAAF e o elemento civil praticamente desapareceu. King assumiu o comando da Escola de Treino de Voo Elementar N.º 5 em Narromine, Nova Gales do Sul, a 21 de dezembro. Promovido a comandante de asa, assumiu a Escola de Treino de Voo N.º 1 na Estação de Point Cook, Vitória, do capitão de grupo John McCauley no dia 7 de julho de 1941. Em outubro, King foi promovido a capitão de grupo interino e colocado para comandar o recém-criado quartel-general da Estação de Point Cook.

## Morte e legado
King morreu inesperadamente devido a um edema cerebral no dia 28 de novembro de 1941, aos 47 anos. Sobrevivido pela sua esposa e filhos, foi cremado no Fawkner Crematorium, em Melbourne. O seu funeral em South Yarra contou com a presença de centenas de pessoas de luto do mundo militar e da aviação civil, incluindo o Chefe do Estado-Maior da Força Aérea, o marechal da força aérea Sir Charles Burnett e um representante do Ministro da Aeronáutica ; os carregadores do caixão incluíam o vice-marechal do ar Henry Wrigley, o comodoro do ar Raymond Brownell, o capitão de grupo Allan Walters e o comandante de asa Henry Winneke.
O nome de Elwyn Roy King aparece no painel 97 na Área Comemorativa do Memorial de Guerra Australiano, em Camberra. O seu irmão mais novo, Francis, que serviu como oficial de voo no Esquadrão N.º 30 na Nova Guiné, morreu num acidente aéreo no dia 31 de maio de 1943.